# Rieppeleon
Rieppeleon — рід невеликих, як правило, коричневих хамелеонів, які зустрічаються в лісах і саванах у центральній Східній Африці (трохи поширюючись на прилеглу ДР Конго). Вони знаходяться на низьких рівнях у кущах або на землі серед трави чи листя.
Донедавна види роду Rieppeleon зазвичай включали в рід Rhampholeon.
Такі види визнані дійсними: Rieppeleon brachyurus (Günther, 1893), Rieppeleon brevicaudatus (Matschie, 1892), Rieppeleon kerstenii (W. Peters, 1868).